# 尼克·沃尔特马德
尼克·沃尔特马德（德語：Nick Woltemade，2002年2月14日—）是一位德国足球运动员，自2024-25赛季起效力于德甲俱乐部斯图加特，并代表德国国家足球队参加国际比赛，于场上司职前锋。

## 俱乐部生涯
沃尔特马德的运动生涯始于不来梅的沃尔特默斯豪森体操及体育俱乐部，在那里他最初除了足球外也从事手球训练。2010年，他投云达不来梅青训营，并开始在各级青年队中崭露头角。2018-19赛季，沃尔特马德代表U17梯队在U17德甲联赛中出场24次，射入18球并贡献8次助攻；2019-20赛季，他又代表U19梯队在8场U19德甲联赛中射入7球后，于2019年10月26日被时任云达不来梅一线队主教练的弗洛里安·科费尔特首次召入德甲比赛日大名单。然而，沃尔特马德并未在客场2-2战平拜耳勒沃库森的比赛中出场。随后，他经常被提拔到一线队与职业球员共同训练，并于2020年初参加了前往马略卡岛的冬季训练营。
沃尔特马德此前从未代表俱乐部二队出战，但在2020年2月1日，即2019-20赛季德甲第20轮比赛中，他得以代表云达不来梅一线队首发亮相，于客场对阵奥格斯堡。在这场以1:2失利的比赛中，沃尔特马德于第58分钟被换下。当时，他年仅17岁零352天。凭借这次出场，他取代了托马斯·沙夫，成为云达不来梅历史上最年轻的德甲出场球员。沙夫于1979年4月18日完成首秀时比沃尔特马德大一天。在入选一线大名单的同时，这位年轻前锋继续为U19队效力。他随云达不来梅U19梯队夺得联赛北部/东北赛区冠军，完成了因新冠疫情而提前结束的赛季。沃尔特马德还位居U19德甲联赛射手榜次席，射入16球并贡献了7次助攻。
2022年8月底，沃尔特马德被租借至德丙联赛升班马埃尔弗斯贝格，直至2022-23赛季结束。在时任主教练霍斯特·斯特芬麾下，他迅速成为球队的常规首发球员。在31次联赛出场（25场首发）中，沃尔特马德共射入10球，帮助埃尔弗斯贝格直升入德乙联赛。他随后在球迷投票中被评选为德丙赛季最佳球员。2023-24赛季，沃尔特马德重返云达不来梅。他在德甲联赛出场30次，其中12次首发，并射入2球。
与云达不来梅的合同结束后，沃尔特马德于2024-25赛季以自由转会的方式加盟联赛对手斯图加特，并签署了一份有效期至2028年6月30日届满的合同，且不含解约条款。他在新东家的首个赛季便于各项赛事中射入17球，其中包括在德国足协杯决赛中入球，帮助球队夺冠。

## 国家队生涯
自2018年以来，沃尔特马德共代表德国U16、U17、U20和U21青年队出场35次，射入12球。他曾随U17队参加2019年欧洲U-17足球锦标赛，但在分组赛阶段即遭淘汰。此后，他还随U21队获得2025年在斯洛伐克举行的欧洲U-21足球锦标赛参赛资格。
2025年5月22日，时任联邦主教练首次将沃尔特马德征召入德国国家足球队，以备战欧洲国家联赛半决赛。

## 成就
斯图加特
- 德国足协杯冠军：2025年[12]

埃尔弗斯贝格
- 德丙联赛冠军：2023年[9]
- 萨尔兰杯冠军：2023年

个人
- 德国足协杯最佳射手（英语：List of DFB-Pokal top scorers#Top scorers by season）：2025年[12]
- 德丙赛季最佳球员：2023年[17]